# Виноградовка (Хмельницкая область)
Виноградовка (укр. Виноградівка) — село в Ярмолинецком районе Хмельницкой области Украины.
Население по переписи 2001 года составляло 591 человек. Телефонный код — 3853. Занимает площадь 1,266 км². Код КОАТУУ — 6825882601.

## История
В 1945 г. Указом Президиума ВС УССР село Казимирок переименовано в Виноградовку.

## Местный совет
32123, Хмельницкая обл., Ярмолинецкий р-н, с. Виноградовка